# USA Patriot Act
The Uniting and Strengthening America by Providing Appropriate Tools Required to Intercept and Obstruct Terrorism Act, også kendt som the USA PATRIOT Act eller blot the Patriot Act er en amerikansk lov vedtaget i 2001 som følge af terrorangrebet den 11. september 2001.
Loven blev vedtaget i Senatet med 98–1 stemmer og i Repræsentanternes Hus med 356–66 stemmer. Præsident George W. Bush sanktionerede loven 26. oktober 2001.
Loven er kompliceret og omfattende, med 158 paragrafer og 15 lovændringer, blandt andet inden straffeproces, datakriminalitet, efterretning, aflytning og immigration. Den behandler også økonomisk støtte til terrorofre, udbetalinger til ansatte i nødtjenestene og bekæmpelse af svindel ved bidrag til velgørenhedsorganisationer efter et terrorangreb.
Loven har imidlertid været omstridt fordi den gav politimyndighederne større mulighed til at overvåge og anholde terrormistænkte uden sigtelse eller rettergang. I september 2007 kendte en forbundsdommer i New York, Victor Marrero, dele af loven og dens forvaltning for forfatningsstridig.

## Ekstern henvisning
1. ↑  Del af USAs terrorlov forfatningsstridig – dr.dk/Nyheder/Udland

- USA PATRIOT Act på wikisource.org (engelsk)